# Supercopa Uruguaya 2019
La Supercopa Uruguaya 2019 è stata la 2ª edizione della Supercopa Uruguaya.
Si è tenuta in gara unica allo Stadio del Centenario di Montevideo il 3 febbraio 2019 e ha visto contrapposti i campioni uruguaiani del Peñarol contro i vincitori del Torneo Intermédio del Nacional.
La finale è stata vinta dal Nacional ai tiri di rigore per 4-3, dopo che i tempi regolamentari si erano conclusi sul risultato di 2-2. I Tricolores si sono aggiudicati il trofeo per la prima volta nella loro storia.

## Tabellino
| Arbitro: | Andrés Cunha |

|                                                     |                      |                                                               |
| Angeleri 36’                                        | Marcatori            | 62’ (rig.) C. Rodríguez                                       |
| Bergessio Carballo Viña Joaquín Arzura Conde Zunino | Tiri di rigore 4 – 3 | C. Rodríguez Viatri G. Rodríguez Canobbio Fernández Hernández |

| Nacional | Peñarol |

|                   |    |                     |             |         |
|                   |    |                     |             |         |
| P                 | 1  | Esteban Conde       | 70’         |         |
| D                 | 4  | Guillermo Cotugno   | 49’         |         |
| D                 | 2  | Marcos Angeleri     |             |         |
| D                 | 17 | Matías Viña         |             |         |
| C                 | 13 | Matías Zunino       |             |         |
| C                 | 20 | Felipe Carballo     | 64’         |         |
| C                 | 15 | Joaquín Arzura      |             |         |
| C                 | 11 | Gonzalo Castro      | 52’         | 70’     |
| C                 | 3  | Álvaro Pereira      | 75’, 120+1’ |         |
| A                 | 23 | Santiago Rodríguez  | 88’         |         |
| A                 | 18 | Sebastián Fernández |             | 90’     |
| A disposizione:   |    |                     |             |         |
| P                 | 12 | Luis Mejía          |             |         |
| D                 | 5  | Rafael García       |             |         |
| C                 | 8  | Gabriel Neves       |             | 90’     |
| C                 | 32 | Mathías Cardacio    |             |         |
| A                 | 10 | Rodrigo Amaral      |             |         |
| A                 | 7  | Kevin Ramírez       |             | 70’ 74’ |
| A                 | 9  | Gonzalo Bergessio   |             | 74’     |
| Allenatore:       |    |                     |             |         |
| Eduardo Domínguez |    |                     |             |         |

|                 |    |                     |     |      |
|                 |    |                     |     |      |
| P               | 12 | Kevin Dawson        |     |      |
| D               | 20 | Giovanni González   |     |      |
| D               | 2  | Fabricio Formiliano |     |      |
| D               | 3  | Enzo Martínez       | 41’ |      |
| D               | 27 | Lucas Hernández     |     |      |
| C               | 23 | Walter Gargano      |     | 94’  |
| C               | 14 | Guzmán Pereira      |     | 113’ |
| C               | 11 | Fabián Estoyanoff   |     | 57’  |
| C               | 19 | Agustín Canobbio    |     |      |
| A               | 7  | Cristian Rodríguez  | 90’ |      |
| A               | 26 | Gabriel Fernández   |     |      |
| A disposizione: |    |                     |     |      |
| P               | 1  | Thiago Cardozo      |     |      |
| D               | 30 | Yeferson Quintana   |     |      |
| C               | 24 | Jesús Trindade      |     |      |
| C               | 5  | Marcel Novick       |     | 113’ |
| A               | 15 | Brian Rodríguez     |     |      |
| A               | 9  | Gastón Rodríguez    | 90’ | 57’  |
| A               | 28 | Lucas Viatri        |     | 94’  |
| Allenatore:     |    |                     |     |      |
| Diego López     |    |                     |     |      |